# 위르겐 슐트
위르겐 슐트(독일어: Jürgen Schult, 1960년 5월 11일~)는 독일의 육상 선수로 주 종목은 원반던지기이다. 동독과 통일 독일 국가대표 선수로 활동했으며 올림픽에서 금메달 1개(1988), 은메달 1개(1992)를 획득했고 세계 선수권 대회에서 금메달 1개, 은메달 1개, 동메달 2개를 획득했다.
1986년에 74.08m를 기록하여 남자 원반던지기 세계 기록을 세웠으며 이 기록은 2024년 4월 미콜라스 알레크나가 갱신하기 전까지 38년이 넘게 깨지지 않았다. 

## 생애
당시 메클렌부르크포어포메른주의 일부이자, 현재 니더작센주에 속하는 암트노이하우스에서 태어난 슐트는 동독의 보이콧으로 1984년 로스앤젤레스 올림픽에 나가지 못하였다. 1986년 원반던지기에서 세계 기록을 세웠으며, 동독의 프로그램 아래의 선수로서 그의 74.08m(243.0 피트) 투척은 소련의 유리 둠체프의 이전 기록을 2.22m(7.3 피트)를 능가하였다. 이 원반던지기 세계 기록 2024년 4월까지 유지되었으며, 25년 79일 동안 보유된 제시 오언스의 멀리뛰기 기록을 깬 남성의 장기적 보유 세계 기록이다.
1988년 동독과 서독 사이의 처음이자 마지막 육상 경연에서 슐트는 동독에서 서독으로 이주하고, 자신을 꺾던 볼프강 슈미트와 악수하는 데 거절하였다.
후에 그는 재통일된 독일 팀에 가입하여 1992년 자신의 두번째 올림픽에 나가 은메달을 따고, 1999년 세계 육상 선수권 대회에서 다시 2위를 하였다. 40세의 나이로 시드니에서 열린 2000년 하계 올림픽에 마지막으로 나가 8위를 하였다.
슐트는 스포츠에서 학위를 가지고 있으며, 2002년 독일 육상 협회의 남자 원반던지기 팀의 트레이너가 되었다.
그는 트락토르 슈베린 스포츠 클럽을 대표하여 헤르만 브란트 박사와 함께 훈련을 하고, 후에 슈베린과 리에사 스포츠 클럽들을 대표하면서 토마스 슐트와 함께 훈련하였다. 자신의 경력 동안에 그는 1.93m(6 피트 4 인치), 110kg(240 파운드)이었다.